# Assad-klass
Assad-klass är en klass korvetter tillverkade av det italienska varvet Fincantieri. De fyra första fartygen tillverkades för Libyens flotta i början av 1980-talet och sedan ytterligare sex för Iraks flotta i mitten av 1980-talet.
De två första av de irakiska fartygen skiljde sig från de övriga genom att ha en helikopterplatta. Utrymmet helikopterplattan tog upp gjorde att man fick ta bort det aktre kanontornet och fyra av de sex sjömålsrobotarna.
Irak beställde sina sex korvetter i ett försök att bygga en flotta kapabel att utmana Irans i kampen om Persiska viken. Iran–Irak-kriget drabbade dock Iraks ekonomi hårt och man kunde bara betala 441 miljoner dollar av de 2 400 miljoner dollar som beställningen var värd. De pengarna räckte för att betala de första två fartygen som officiellt lämnades över till Irak i september respektive oktober 1986, men de låg fortfarande kvar i La Spezia när Kuwaitkriget bröt ut och FN:s säkerhetsråd utfärdade ett vapenembargo mot Irak. Det dröjde ända till maj 2017 innan de båda korvetterna kunde levereras till Irak ombord på den norska flytdockan Eide Trader.

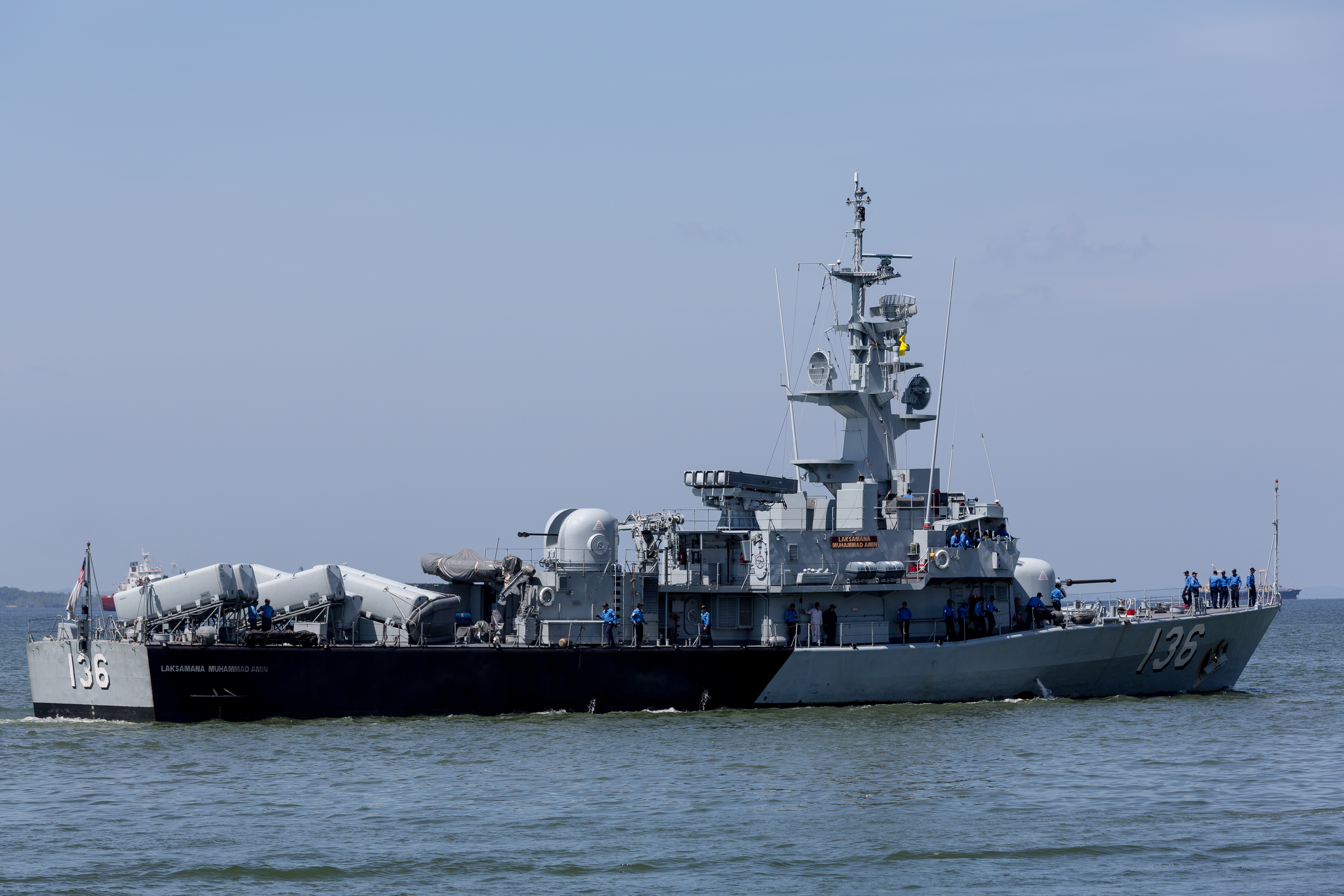
Den malaysiska korvetten Laksamana Muhammed Amin.

De övriga fyra påbörjade men ej betalade korvetterna såldes i stället till Malaysia i slutet av 1990-talet där de togs i tjänst under namnet Laksamana-klass.

## Fartyg i klassen

### Libyen
| Bognummer | Namn              | Tagen i tjänst |
| --------- | ----------------- | -------------- |
| 412       | Assad al Tajer    | september 1979 |
| 413       | Assad al Touggour | februari 1980  |
| 414       | Assad al Khali    | mars 1981      |
| 415       | Assad al Hudud    | mars 1981      |

### Irak
| Bognummer | Namn                  | Sjösatt          |
| --------- | --------------------- | ---------------- |
| F210      | Mussa Ben Hussair     | 15 april 1982    |
| F212      | Tariq Ibn Zaiyad      | 8 maj 1982       |
| F214      | Abdullah Ben Abi Sarh | 5 juli 1983      |
| F216      | Khalid Ibn al Walid   | 5 juli 1983      |
| F218      | Saad Ibn Ali Wakkad   | 30 december 1983 |
| F220      | Salah al Din al Ayuri | 30 mars 1984     |

1. 1 2  Utrustad med helikopterplatta och reducerad beväpning
2. ↑  Aldrig levererad. I stället såld till Malaysia som Laksamana Muhammed Amin.
3. ↑  Aldrig levererad. I stället såld till Malaysia som Laksamana Hang Nadim
4. ↑  Aldrig levererad. I stället såld till Malaysia som Laksamana Tun Abdul Jamil
5. ↑  Aldrig levererad. I stället såld till Malaysia som Laksamana Tan Pusmah

### Malaysia
| Bognummer | Namn                      | Tagen i tjänst |
| --------- | ------------------------- | -------------- |
| F134      | Laksamana Hang Nadim      | 28 juli 1997   |
| F135      | Laksamana Tun Abdul Jamil | 28 juli 1997   |
| F136      | Laksamana Muhammed Amin   | juli 1999      |
| F137      | Laksamana Tan Pusmah      | juli 1999      |